# Air Niugini

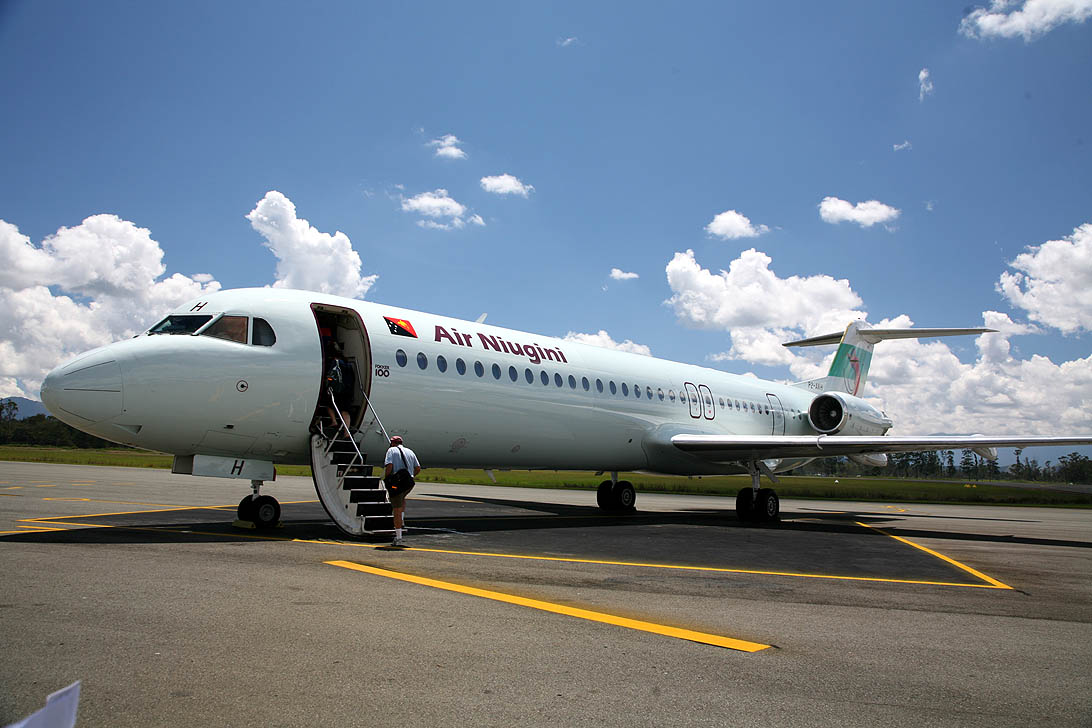
Fokker 100 (регистрационный номер P2-ANH) авиакомпании Air Niugini на стоянке Аэропорта Кагамуга, Папуа — Новая Гвинея

Air Niugini Limited, действующая как Air Niugini — национальная авиакомпания Папуа — Новой Гвинеи со штаб-квартирой в столице страны городе Порт-Морсби. Компания выполняет ряд регулярных внутренних и международных пассажирских рейсов в аэропорты Азии, Океании и Австралии. Портом приписки авиакомпании и её главным транзитным узлом (хабом) является Международный аэропорт Джексон.

## История
Авиакомпания Air Niugini была образована в ноябре 1973 года в качестве национального авиаперевозчика Папуа — Новой Гвинеи. 60 % новой компании принадлежало правительству страны, 16 % — магистральной авиакомпании Ansett Australia и по 12 % — авиакомпаниям Qantas и Trans Australia Airlines. Изначально Air Niugini работала только на внутренних перевозках внутри страны, однако несколько лет спустя вышла на рынок международных рейсов. Создавая собственную авиакомпанию, правительство Папуа — Новой Гвинеи преследовала цель стимулирования экономического развития регионов, поскольку в стране отсутствует разветвлённая сеть автомобильных дорог и, следовательно, наблюдается существенная проблема с транспортными перевозками. Воздушный флот Air Niugini на момент создания составляли самолёты Douglas DC-3 и Fokker F27.
Первый международный рейс Air Niugini был открыт 6 февраля 1976 года на самолёте Boeing 720 и просуществовал до 2 февраля следующего года, будучи заменённым регулярным маршрутом австралийской Qantas на лайнере Boeing 707. В течение второй половины 1970-х годов авиакомпания работала только на рынке внутренних авиаперевозок, используя реактивные Fokker F28 и турбовинтовые самолёты Fokker F27. В 1976 году правительство страны выкупило акции у совладельцев Qantas и Trans Australia Airlines, а в 1980 году — оставшиеся акции Ansett Australia, вследствие чего Air Niugini оказалась в полной государственной собственности Папуа — Новой Гвинеи. В начале 1980-х годов компания прекратила эксплуатацию турбовинтовых Fokker F27, заменив их современными четырёхдвигательными самолётами de Havilland Canada Dash 7.
В 1979 году Air Niugini открыла регулярный маршрут в Гонолулу и Сингапур с промежуточными посадками в Джакарте и в том же году открыла собственный офис в аэропорту Порт-Морсби и ряд авиационных касс в Гонконге, Токио, Европе и Соединённых Штатах Америки.
В 1984 году авиакомпания заменила два самолёта Boeing 707 современными лайнерами Airbus A300, которые взяла в лизинг у австралийской Trans Australia Airlines. Спустя несколько лет A300 также были заменены на два самолёта Airbus A310, расширив собственную маршрутную сеть в города восточного побережья Австралии, Сингапур и Манилу.
В 1990-х годах Air Niugini терпела значительные убытки, главными причинами которых послужили народные волнения в Бугенвиле и извержение вулкана Тавурвур близ города Рабаул — оба этих события существенным образом повлияли на объём пассажирских перевозок на самых прибыльных для авиакомпании маршрутах. Последовавший некоторое время спустя азиатский валютный кризис также внёс свой негативный вклад в экономическую деятельность перевозчика, обвалив финансовые вложения компании на азиатских фондовых биржах. Правительство страны провело ряд сокращений в штате авиакомпании, снизило заработную плату работникам и открыло несколько дополнительных офисов в Азии и Европе с целью привлечения дополнительного числа клиентов на рейсы Air Niugini. Предпринятые меры принесли свои первые плоды в 2003 году, который перевозчик закрыл с чистой прибылью в 15,8 миллионов долларов США.
В августе 2002 года авиакомпания приобрела свой первый дальнемагистральный лайнер Boeing 767, который заменил самолёты Airbus на международных регулярных направлениях. В конец того же года Air Niugini заключила код-шеринговое соглашение с австралийским перевозчиком Qantas, в рамках которого Qantas выкупает блоки пассажирских мест на рейсах Air Niugini между Международным аэропортом Джексон и аэропортами Австралии.
Правительство Папуа — Новой Гвинеи неоднократно попадало под давление различных институтов, включая Международный валютный фонд и правительство Австралии, которые настаивали на полной приватизации авиакомпании Air Niugini. Тем не менее, государство не собирается передавать собственность компании в частные руки по причине возможной угрозы дезорганизации внутренних пассажирских маршрутов, которые в настоящее время обеспечивают жизненно важные для страны перевозки между регионами Папуа — Новой Гвинее и содействуют их экономическому развитию, не получая зачастую от данных маршрутов никакой прибыли.
С сентября 2004 года авиакомпания начала постепенную замену устаревшего парка Fokker F28 на самолёты Fokker F100, работающие на линиях внутренних перевозок, на ежедневных рейсах в Международный аэропорт Кэрнс и выполняющие регулярные полёты дважды в неделю в Хониара (Соломоновы Острова).
В марте 2006 года министр транспорта и гражданской авиации Папуа — Новой Гвинеи Дон Поли объявил о введении правил «открытого неба», которые позволяют авиакомпаниям других стран открывать регулярные международные рейсы в аэропорты страны. Данные правила вступили в действие с 2007 года.

## Флот

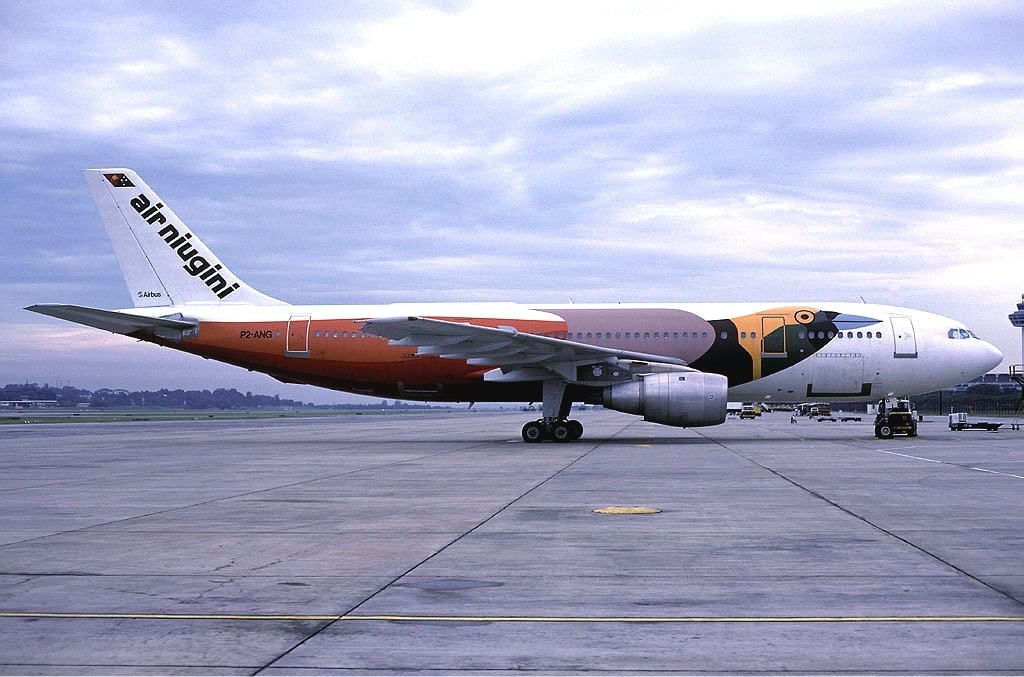
Airbus A300B4-203 (регистрационный P2-ANG) а/к Air Niugini в международном аэропорту Сингапура

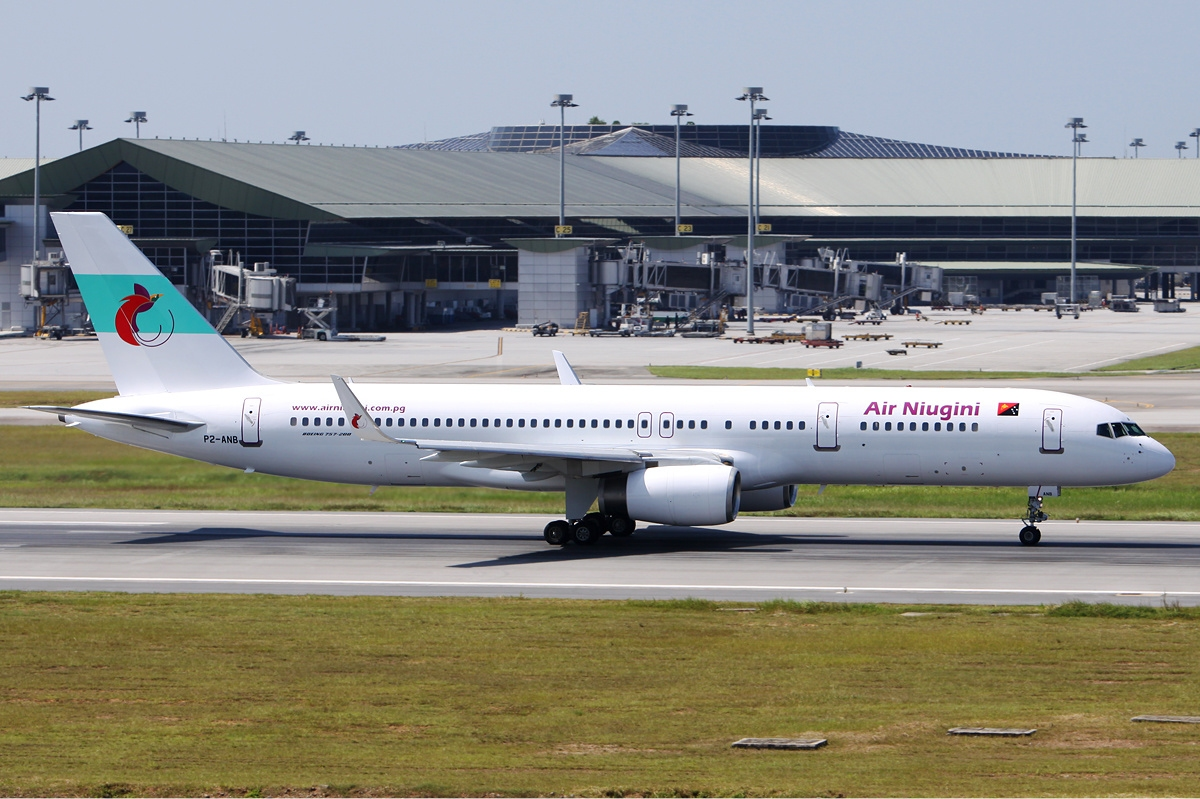
Boeing 757-256 (регистрационный P2-ANB) а/к Air Niugini в международном аэропорту Куала-Лумпура

По состоянию на сентябрь 2016 года воздушный флот авиакомпании Air Niugini составляли следующие самолёты. Средний возраст самолётов 20,9 лет.

### Выведенные из эксплуатации
- Airbus A300
- Airbus A310
- Avro RJ70
- Boeing 707
- Boeing 720
- Dash 7
- Fokker F27
- Fokker F28

Источник:                                                          28 сентября совершил приводнение Boeing 737-800 в Микронезии, информация о происшествии уточняется

## Сервис на борту
Air Nuigini предлагает пассажирам два класса обслуживания: бизнес-класс и экономический класс. Большинство внутренних рейсов имеют только экономкласс, в то время, как почти все международные (за исключением маршрутов в Кэрнс и некоторых дневных рейсов в Брисбен) выполняются на самолётах с двухклассной конфигурацией пассажирских салонов.
Во время полёта авиакомпания предлагает бесплатное питание и безалкогольные напитки, при этом на внутренних коротких рейсах пассажиры получают лёгкие закуски и напитки, а на всех международных рейсах — горячее питание, закуски, чай, кофе, алкоголь и безалкогольные напитки.
На борту международных рейсов работают магазины беспошлинной торговли, каталог магазина находится в кармане каждого пассажирского кресла. В магазинах беспошлинной торговли авиакомпании можно приобрести ювелирные изделия, духи, алкоголь, сувениры и сигареты, к оплате принимаются австралийские доллары, национальные кины и американские доллары.
Система развлечений действует на некоторых международных рейсах. Внутренние маршруты и рейсы в Кэрнс, Хониару и Нади в большинстве своём не имеют системы развлечений на борту, а пассажиры в Брисбен, Куала-Лумпур, Сидней, Сингапур, Манилу, Гонконг и Токио могут бесплатно просматривать фильмы и слушать музыку во время всего полёта, при этом наушники для пассажиров так же выдаются бесплатно.